# Sida martiana
Sida martiana là một loài thực vật có hoa trong họ Cẩm quỳ. Loài này được A.St.-Hil. miêu tả khoa học đầu tiên năm 1827.